# 毛萼野茉莉
毛萼野茉莉（学名：Styrax japonicus var. calycothrix）为安息香科安息香属下的一个变种。

## 扩展阅读
- 維基物種上的相關：毛萼野茉莉